# Leslie Chelminski
Leslie Chelminski, do 1948 jako Leszek Antoni Chełmiński (ur. 28 kwietnia 1915, zm. 2 lutego 2007) – kanadyjski kierowca rajdowy polskiego pochodzenia, inżynier.

## Życiorys
Absolwent Szkoły Podchorążych Lotnictwa – Grupa Techniczna w Warszawie (III promocja). Podczas II wojny światowej dołączył do polskiego lotnictwa wojskowego, następnie służył w Polskich Sił Powietrznych we Francji i Wielkiej Brytanii. Był oficerem technicznym w 301 dywizjonie bombowym, 1586 eskadrze specjalnego przeznaczenia i 318 dywizjonie myśliwsko-rozpoznawczym. Za zasługi wojenne został mianowany na stopień honorowy majora.
W 1948 roku przeprowadził się do Kanady i rozpoczął pracę jako inżynier (od 1950 główny inżynier) w Canadair, gdzie pracował przy F-86 Sabre. Na początku lat 50. zaangażował się w rajdy samochodowe. W 1956 roku zdobył pierwsze z trzech rajdowych mistrzostw Quebecu. W latach 1957–1958 Volkswagenem Karmannem Ghią zdobył mistrzostwo Kanady z Lesem Stanleyem jako pilotem. Zbudował również własny samochód wyścigowy, oznaczony jako Chelminski Special; był to pierwszy kanadyjski pojazd z nadwoziem z włókna szklanego. W latach 1958–1962 był prezesem CASC. W 1967 został kierownikiem departamentu Canadair, a osiem lat później przeszedł na emeryturę. W latach 1974–1976 oraz 1998–2000 był prezesem Związku Weteranów Polskich im. Józefa Piłsudskiego. W 1976 roku był konsultantem ds. kolarstwa na XXI Olimpiadzie. Następnie podjął współpracę z CESO jako konsultant. Zmarł w 2007 roku podczas wakacji na Florydzie.

## Życie prywatne
Był żonaty z Krystyną. Miał dwoje dzieci: córkę Lillianę oraz syna Andy'ego (Andrzeja).